# Alloxylon
- Commons
- Wikispecies

Alloxylon é um género botânico pertencente à família Proteaceae.